# Pietro Marcellino Felice Liberio
Pietro Marcellino Felice Liberio (in latino Petrus Marcellinus Felix Liberius; 465 circa – Rimini, dopo il 554) è stato un politico e generale romano, Patrizio praesentalis, Prefetto del pretorio d'Italia, Prefetto del pretorio delle Gallie e Praefectus augustalis d'Egitto, che servì sotto il re Odoacre, i re ostrogoti Teodorico il Grande, Atalarico, Teodato e sotto l'imperatore romano Giustiniano I.

## Biografia

### Prefetto del pretorio d'Italia
La data precisa della sua nascita è sconosciuta (all'incirca intorno al 465). Imparentato con Rufio Magno Fausto Avieno e dunque con Anicio Probo Fausto, sposò Agrezia, dalla quale ebbe molti figli (tra cui Venanzio) e una figlia.
Iniziò la sua carriera amministrativa sotto il re Odoacre. Quando Teodorico il Grande sconfisse Odoacre, Liberio si rifiutò di collaborare col nuovo sovrano finché il re sconfitto era vivo (Odoacre morì nel 493); in questo modo Liberio si guadagnò il rispetto di Teodorico, che lo nominò subito Prefetto del pretorio d'Italia.
Con la sua amministrazione ottenne le lodi dei suoi contemporanei, tra cui Cassiodoro ed Ennodio. Il suo compito principale fu quello di trasferire un terzo delle terre degli abitanti dell'Italia del nord ai Goti di Teodorico, per permettere loro di stabilirsi, e lo fece in modo che entrambe le parti, Goti e Romani, si ritenessero soddisfatte. La sua politica permise un incremento delle produzioni italiche, cosa che portò anche ad un aumento del gettito fiscale.
Dopo sette anni, nel 500, Teodorico lo nominò patrizio, togliendogli nel contempo la prefettura che affidò a Teodoro. Mantenne però intatte le sue relazioni, ricevendo diverse lettere da Ennodio e una da papa Simmaco riguardo alla scelta del vescovo di Aquileia; in quel periodo, nel 507, suo figlio Venanzio fu nominato console, ricoprendo la carica cerimoniale di comes domesticorum vacans qualche tempo dopo.

### Prefetto del pretorio delle Gallie
Nel 510/511 divenne prefetto del pretorio delle Gallie, governando quella parte della Gallia (la Provenza) che era rientrata da poco sotto il controllo di Teodorico. Egli ebbe in pratica il titolo, data la limitatezza territoriale, di praefectus Provinciae et patricius, in cui patricius si riferiva alla sua condizione personale. Grazie alla buona gestione di Liberio, il suo periodo di gestione lasciò un ricordo positivo e i suoi successori, sempre sotto il dominio romano-gotico, portarono il titolo di praefectus (o rector) Provinciae et patricius, la cui forma abbreviata divenne patricius Provinciae, titolo poi usato dai merovingi peri governanti della regione (come ad esempio Abbone di Provenza). La sua presenza è attestata in Gallia all'inizio del 512 (fu seguito in Gallia dalla moglie). 
Si narra che San Cesario d'Arles intorno ai primi anni dell'anno 500, salvò "miracolosamente" Liberio nella battaglia contro i Visigoti.
Nel tardo 526 ricevette disposizioni dal nuovo re Atalarico, appena succeduto al nonno Teodorico, di organizzare il giuramento di fedeltà dei funzionari gallici al nuovo sovrano.
Fu il primo firmatario tra i laici degli atti del secondo concilio di Arausio (Orange), datati 3 luglio 529; in quello stesso giorno dedicò una basilica costruita in quella città. Accolse ad Arelate, in qualità di prefetto, il vescovo Apollinare di Valence ed è citato negli atti del concilio di Vaison (5 novembre 539).
Volle, altresì, la costruzione del protocenobio di San Sebastiano, un monastero che si trova nel territorio di Alatri; è pertanto probabile che avesse delle terre nella zona.
In questo periodo fu coinvolto in questioni militari; in una occasione fu gravemente ferito durante un'incursione di Visigoti nei pressi di Arelate.
Nel 533 fu richiamato a corte e gli fu conferito il prestigioso titolo di patricius praesentialis, ma gli fu anche concesso di mantenere la carica di prefetto, e questa combinazione di cariche fu confermata anche dal nuovo re Teodato nel 534; il sovrano gli concesse anche metà delle terre di un certo Marciano.

### Praefectus augustalisd'Egitto
In quello stesso anno Teodato inviò Liberio e altri senatori, tra cui Opilione, come ambasciatori presso la corte dell'imperatore Giustiniano I, dove avrebbero dovuto difendere il re degli Ostrogoti dalle accuse di maltrattamento di Amalasunta (la madre di Atalarico). Liberio fu ricevuto con tutti gli onori dall'imperatore, e, insieme agli altri senatori ad eccezione di Opilione, fornì una versione dei fatti che andava a svantaggio di Teodato. Decise poi di restare in oriente e non tornare più alla corte ostrogota.
Nel 538/539 fu nominato da Giustiniano praefectus augustalis e inviato ad Alessandria d'Egitto ad indagare sulle accuse di assassinio avanzate contro l'augustale Rodone, il patriarca Paolo e il vir inlustris Arsenio; il primo fu inviato da Liberio a Costantinopoli per essere processato, il secondo fu esiliato e il terzo messo a morte.
Giustiniano fece delle scelte ambigue, e attorno al 542 Liberio dovette contendere la carica di augustale a Giovanni Lassario, il quale dopo alcuni torbidi perse la vita. Liberio fu richiamato allora a Costantinopoli e processato; fu assolto, ma Procopio di Cesarea narra che l'imperatore lo multò in segreto.

### Comandante militare nella guerra gotica
Nel 549 fu nominato, per due volte, comandante di una forza di spedizione romana in occasione della guerra gotica, ma l'imperatore cambiò idea entrambe le volte e il contingente non partì. L'anno successivo, quando i Goti invasero la Sicilia, Giustiniano fece rapidamente assemblare una flotta e ne affidò il comando a Liberio, il quale passò Cefalonia e penetrò nel porto di Siracusa; non riuscendo ad assediare i Goti presenti in città, si spostò a Palermo, dove fu raggiunto dall'ordine dell'imperatore di tornare a Costantinopoli, in quanto giudicato troppo vecchio e inesperto per il comando affidatogli. Sostituito da Artabane, Liberio tornò allora nella capitale (probabilmente non prima del 551).
Nel 552 fu messo a capo di un contingente romano, inviato in Spagna ad aiutare Atanagildo, ribellatosi contro il re dei Visigoti Agila I; nel maggio del 553 era però tornato a Costantinopoli, dove partecipò alle riunioni con papa Vigilio.
È nominato come vir gloriosissimus nella prammatica sanzione di Giustiniano del 13 agosto 554, con la quale l'imperatore deliberava sull'amministrazione delle terre italiche appena conquistate; Liberio è citato come attivo nella riorganizzazione dell'amministrazione delle nuove province (questo stesso atto gli conferma le terre di Marciano ricevute da Teodato).
Morì poco tempo dopo, all'età di 89 anni, probabilmente mentre era in Italia, e fu sepolto dai suoi figli nella stessa tomba di sua moglie, a Rimini.

## Lapide funeriaria
La lapide funeraria di Liberio (CIL XI, 382) doveva essere collocata in un gran sepolcro nell'antica cattedrale di Rimni dedicata a Santa Colomba, ma già ai tempi di Luigi Tonini era sparita, o per terremoto e successive ricostruzioni, o per la sconsacrazione dell'edificio in epoca napoleonica, o per la successiva demolizione dell'edificio avvenuta nel 1815 al ritorno del governo pontificio. L'iscrizione funeraria, riportata da Tonini, era: